# Climatius
Climatius è un genere estinto di pesci, appartenente agli acantodi, vissuto nel Devoniano inferiore (circa 405-400 milioni di anni fa). I suoi resti sono stati rinvenuti in Europa e in Nordamerica.

## Descrizione
Di piccole dimensioni (non superava i 20 centimetri di lunghezza), il climazio era dotato di una doppia serie di robuste spine che correvano lungo il ventre. Altre spine reggevano le pinne pettorali e quelle dorsali. Questo animale è stato uno dei primi vertebrati dotati di mascelle ad apparire sulla Terra. Il climazio era un attivo nuotatore, a giudicare dalla sua potente pinna caudale e dalle abbondanti pinne stabilizzatrici rette da grosse spine, e probabilmente predava altri piccoli pesci e crostacei. La sua mascella inferiore era dotata di denti acuminati che venivano sostituiti quando usurati. La mascella superiore, invece, era sprovvista di denti. Le spine presenti lungo il corpo (quindici in totale) scoraggiavano i predatori, in un modo molto simile all'attuale spinarello. La specie più nota di climazio è Climatius reticulatus.